# Михаил Кантакузин Шейтаноглу
Михаил Кантакузин Шейтаноглу (на гръцки: Μιχαήλ Καντακουζηνός) е изключително влиятелен османски магнат и приближен на великия везир Мехмед паша Соколович. Носи османското си име Шейтаноглу (Син на дявола) заради интригите и влиянието, което има в османския двор при управлението на Сюлейман Великолепни и най-вече на Селим II. Обесен на входа на двореца си в Анхиало на 3 март 1578 г. по разпореждане на султан Мурад III*. 
Михаил Кантакузин провокира и убеждава избрания с негова помощ вселенски патриарх Йоасаф II през 1561 г. да признае царския титул на братовчед му – Иван Грозни. Друг патриарх и негов съгражданин, издигнат с благословията му – Йеремия II издига в ранг патриаршия – руската православна църква.

## Титул
Архонт на Константинопол. Подпечатва кореспонденцията си с двуглав орел. Неговият замисъл и изпълнението за признаването на царския титул на Иван Грозни от Вселенската патриаршия, струват детронирането на патриарх Йоасаф II Константинополски. След обесването му, неговият фаворит и опекун Йеремия II Константинополски успява да удостои с патриаршеско достойнство Руската православна църква, нареждайки я пета в диптиха, където е до днес на мястото на историческата Търновска патриаршия. Повечето изследователи са на мнение, че патриарх Йеремия II е родственик на Шейтаноглу, макар за това да няма преки доказателства.

## Произход
Михаил Кантакузин е потомък на рода Кантакузини. Баща му се казва Димитър Кантакузин, а негов дядо е Димитър I Кантакузин, деспот на Морея. Посредством Ирина Асенина се явява пряк потомък и на българския царски род Асеневци.

### Потомство
Самият Михаил Кантакузин, по-известен като Шейтаноглу, има трима сина и две дъщери. Наследниците на синовете му Андроник и Йоани обсебват властта през целия XVII век на двете дунавски княжества Влашко и Молдова - до поверяването им на фанариотите от 1716 г.
Синът му Йоани сродява фамилията му Кантакузино с друга византийско-генуезка фамилия, прераснала във фанариотска – Росети. Потомци на другия син на Шейтаноглу – Андроник са бъдещия министър-председател на Румъния – Георге Григоре Кантакузино, както съпругата на първия държавен глава на Албания – Вилхелм фон Вид. От руския клон на фамилията Кантакузино, Михаил Михайлович Кантакузин-Сперански се жени за Джулия Грант, внучка на президента на САЩ – Юлисис Грант.
След прутския поход част от рода Кантакузино се изселва в Руската империя, формирайки руския клон на фамилията посредством наследници на внука му и постелник на Влашко – Константин Кантакузино. Наследници на влашкия постелник, и внук на Шейтаноглу, са последните влашки владетели Константин Бранковяну и Стефан Кантакузин, преди фанариотите да бъдат поставени начело на Влахия от 1716 г. 

### Родословно дърво на фамилията Кантакузино
- Михаил Кантакузин Шейтаноглу (1510–1578)
  - Андроник Кантакузино (1553–1601)
    - Михай
      - Думитрашку Кантакузино (1620–1686), владетел на Молдова

    - Йордаке (ум. 1663)
      - Тодореску (ум. 1685)
        - Йоница (1664–1692)
          - Йордаке (1688–1758)
            - Йоница (1721–1789)
              - Матей (1750–1817)
                - Александър Кантакузин (1787–1841), руски благородник и гръцки политик
                  - Александро Кантакузино (1811–1884), румънски държавник и министър

      - Йордаке (ум. 1700)
        - Йордаке (ум. 1740)
          - Константин (ум. 1740)
            - Йордаке Ставраки (1740–1826), владетел на Молдова
              - Константин (1778–1843)
                - Ласкар (1805–1885)
                  - Константин Кантакузино-Пашкану (1856–1927), румънски политик

                - Николас (1811–1840), женен за Лучия Палади (1821–1860)
                  - Пулхерия (1840–1865), омъжена за Емил Карл фон Сайн-Витгенщайн-Берлебург (1824-1878)
                    - Лучия фон Сайн-Витгенщайн-Берлебург (1859-1903), омъжена за Виктор фон Шьонбург-Валденбург (1856-1888)
                      - София фон Шьонбург-Валденбург (1885-1936), омъжена за Вилхелм фон Вид

              - Григоре (1779–1809)
                - Елизабета Щирбей (1805–1874), владетелка на Влахия

              - Александру (1786–1832)
                - Йоан Канкатузино (1829–1897), каймакам на Молдова

    - Константин Кантакузино (постелник) (1598–1663), женен за Елина Кантакузино
      - Драгичи Кантакузино (1630–1667)
        - Първу (ум. 1696)
          - Първу (1689–1751)
            - Йоан (ум. 1749)
              - Йордаке (1747–1803)
                - Константин Кантакузино (каймакам) (1793–1877), каймакам на Влахия
                  - Йон Кантакузино (1825–1878), румънски политик
                    - Йон Кантакузино-син (1863–1934), румънски лекар, политик и министър

                  - Адолф (1839–1911)
                    - Скарлат Кантакузино (1874–1949), румънски поет и дипломат

                - Григоре (1800–1849)
                  - Георге Григоре Кантакузино (1833–1913), министър-председател на Румъния
                    - Михаил Кантакузино (1867–1928), румънски политик, министър и кмет на Букурещ
                      - Константин Кантакузино (авиатор) (1905–1958), румънски летец от ВСВ

                    - Григоре Георге Кантакузино (1872–1930), кмет на Букурещ, женен за Александрина Кантакузино (1876–1944), политическа активистка и феминистка 
                      - Александру Кантакузино (1901–1939), румънски политик

            - Матей (ум. 1742)
              - Първу Кантакузино (ум. 1769), бан на Олтения (Крайова), водач на антиосманско въстание през 1769 г. по време на руско-турска война (1768 – 1774)
              - Константин (ум. 1761)
                - Йоан (1756–1828)
                  - Николае (1790–1857)
                    - Василе (1818–1906)
                      - Матей Кантакузино (1855–1925), румънски политик, министър и кмет на Яш
                      - Николае (1864–1948)
                        - Георги Матей Кантакузино (1899–1960), румънски архитект, художник и есеист
                          - Щербан Кантакузино (1928–2018), архитект

                    - Мария Кантакузино (1820–1898), художествен модел

              - Родион Кантакузино (1725–1774)
                - Николай Кантакузин (1761–1841)
                  - Родион (1812–1880)
                    - Михаил Кантакузин-Сперански (1847–1894)
                      - Михаил Михайлович Кантакузин-Сперански (1875–1955), руски дипломат, женен за Джулия Грант (1876–1975), внучка на Юлисис Грант, американски генерал, политик и президент на САЩ

                  - Александър (1813–1857)
                    - Олга Кантакузина-Алтиери (1843–1929), писателка

                  - Иван (1816–1888)
                    - Павел (1852–1922)
                      - Георги (1881–1950)
                        - Пиер (1922–1975)
                          - Амвросий Кантакузин (1947–2009), епископ на Руската православна църква зад граница

      - Щербан Кантакузин (1634–1688), владетел на Влахия (1678–1688)
        - Георге Кантакузино (1673–1739)
          - Тома (1714–1762)
            - Матей (1745–1817)
              - Йордаке (1775–1827)
                - Константин (1811–1876)
                  - Георге Кантакузино (1845–1898), румънски политик и министър
                  - Константин (1847–1920), женен за Сабина Кантакузино (1863–1944), дъщеря на Йон Братиану и румънска писателка

                - Георге (1815–1890)
                  - Йоан (1847–1911)
                    - Георге Кантакузино-Границерул (1869–1937), румънски политик и деятел на Желязната гвардия
                    - Йоан Раду (1885–1950), женен за Мария Филоти (1883–1956), актриса
                      - Йон Филоти Кантакузино (1908–1975), румънски писател и филмов продуцент
                        - Георге Кантакузино (историк) (1937–2019), румънски историк и археолог
                        - Щербан Кантакузино (артист) (1941–2011), румънски актьор

                    - Йоана Кантакузино (1895–1951), румънска авиаторка, пилот и първия началник на авиационно училище в Румъния

        - Касандра Кантакузино (1685–1713), владетелка на Молдова и съпруга на Димитрие Кантемир

      - Станка Кантакузино (1637–1699), съпруга на Матей Бранковяну и майка на Константин Бранковяну
      - Константин Кантакузино (столник) (1639–1716), столник и логотет на Влахия
        - Стефан Кантакузин (1675–1716), владетел на Влахия (1714–1716), женен за Пауна Кантакузино (ум. 1740)
          - Раду Кантакузино (1699–1761)

      - Михай Кантакузино (1640–1716)
      - Матей (ум. 1685)
        - Тома Кантакузино (ум. 1721)

  - Йоани (ум. 1570)
    - Бела Росети (Кантакузино), съпруга на Ласкар Росети, родоначалник на фанариотската фамилия Росети с византийски и генуезки корени и майка на Антон Росети, владетел на Молдова

## Биография
Шейтаноглу е пословичен в историята със своето богатство, с което съперничел на османския султан и падишах. Дължал го най-вече на поморийските солници, върху които имал монополно господство за добива и продажбата на сол, защото това му се позволявало от най-близкия негов приятел, съидейник и покровител – Мехмед паша Соколович. За да е далеч от хорските очи и съгледвачите-бостанджии, Шейтаноглу издига свой дворец в Анхиало на стойност 20 000 дуката. Също така търгува с Великото Московско княжество, откъдето внася кожи. Занимава се с промишлен риболов за времето си. Само годишния му доход възлизал на 60 000 дуката, космическа за времето си сума**.
Богатството му позволява да изгради и въоръжи със свои средства 60 галери след известната битка при Лепанто. Сам фаворизира, издига и сваля вселенски патриарси като Митрофан III Константинополски и Йоасаф II Константинополски. Също така сваля влашкия владетел Петру II Младия. Дворецът му в Анхиало е конфискуван през юли 1576 г., след като Шейтаноглу е обвинен в заговор за детронирането на султан Мурад III. Синът му Андроник Кантакузин обаче успява да спаси голяма част от бащиното си богатство и дори номинира за владетел пред османския двор – Михай Витязул.
С него се среща Стефан Герлах, който бил заблуждаван от Шейтаноглу, че последният има английски корени. 

## Семейство
Бащата на Шейтаноглу се е казвал Димитър, и е внук на морейския деспот Димитър I Кантакузин, т.е. морейският деспот е прадядо на Шейтаноглу. Посредством своя прадядо, Шейтаноглу е сроден и с последната императорска византийска фамилия на Палеолозите. Михаил Кантакузин Шейтаноглу е имал сестра, която живеела в Трикала.
От втората си съпруга, дъщеря на влашкия владетел Мирчо V Чобан, която не пожелала да го последва в Константинопол, където той живее, Михаил Кантакузин има трима сина – Андроник, Димитър (роден 1566 г.) и Йоани (роден 1570 г.), а от първата си жена с неизвестно име има две дъщери.
Влиянието и интригите на Шейтаноглу в Константинопол били пословични за времето си и заради това със своя оригинален прякор, символизиращ неговата комбинативност, безкомпромистност и хитрост, той останал завинаги в историята***.